# 사 (문학)
사(詞)는 중국의 당 대에 만들어져 송 대에 융성한, 속곡(俗曲)에 맞추는 시가 문학이다.
사는 시와 비슷한 운문으로, 당 중엽에 민간에서 발생해 송대에 가장 번성했던 문학 양식이다. 민간 가요의 가사에서 출발했기 때문에 장단이 일정치 않아 ‘장단구(長短句)’라 고도 하며, 초기에는 가창할 수 있었던 근체시의 변형이라고 여겨 ‘시여(詩餘)’라고 부르기도 했다. 사는 음악과 밀접한 관계를 가지고 있다. 사를 창작할 때 일정하게 정해진 악보인 사조(詞調)에 가사를 채워 넣는 방식으로 지어져서, 사를 짓는 것을 두고 가사를 소리에 맞추어 메운다는 뜻의 ‘전사(塡詞)’, 혹은 ‘의성(依聲)’이라 했다. 사는 시와는 달리 음악과 긴밀한 관계였으므로 유희적 성격이 매우 강했다. 따라서 그 내용도 술, 여색, 애정, 희롱에 대한 것이 많았고, 서정적이고 감상적인 특성이 강해 깊고 섬세한 내면을 완곡하고 함축적으로 표현하려는 경향이 있었다. 처음에는 문사들에게 그리 환영받지 못한 장르였지만, 당나라 말엽에 이르러 문인들도 관심을 갖게 되었고, 송대에는 공전의 번영을 누리게 되었다. 사가 대량으로 창작됨에 따라 염정적이고 개인적인 신세타령에서 벗어나 시국에 대한 개탄이나 국가의 흥망성세 등까지도 읊게 되어 점차 시와 비슷한 성격을 띠게 되었다.

## 처음
당나라 궁정에 설치되었던 교방(敎坊)의 음곡(音曲)을 이용한 것도 있었으나, 대부분은 민간인에 의해 불리고 있던 속곡에 맞추어서 만들어졌다. 중당의 백거이나 유우석(劉禹錫)에게 이미 사의 작품이 있다. 그리고 사의 문예를 많이 만들어 일가를 이룬 것은 만당의 온정균(溫庭筠)이다. 그는 초당의 재상 온언박(溫彦博)의 자손이라고 하지만, 방탕생활을 하다가 끝내 진사에도 급제하지 못하고 화류계의 총아로서 염려한 노래를 계속 만들었다. 그의 사는 주로 기녀의 요염함과 원정(怨情)을 노래했다. 이후의 사의 문예는 기녀에 얽힌 여성적 문예로써 성격화되었다.

## 발전
그 후 오대에서 송에 걸쳐 사는 전성을 보였다. 오대 전촉(前蜀)의 재상이 된 위장(韋莊, 836?~910)도 청염(淸艶)한 사를 지었다. 사의 문예를 슬픈 정취를 옮기는 문학으로 끌어올린 것은 남당의 후주인 이욱(李煜)이며, 북송의 안수(晏殊, 991~1055), 안기도(晏幾道=안수의 아들, 생몰년 미상) 등이다.
구양수도 또한 온아한 사를 지었다. 한편, 통속가곡으로 시민 세계에 유행시킨 사람은 북송의 유영(柳永)이다. 소식은 지금까지 주로 원정을 노래하는 여성적 문예로서 생각되고 있던 사를 인간의 일반적인 심정을 표현하는 것으로까지 끌어올렸다. 소식은 “시를 가지고 사를 만든다”고 평했으며 사의 호방파(豪放派)라고 칭해졌다. 소식에 의해서 높여진 사는 주방언(周邦彦, 1056~1121), 이청조(李淸照), 신기질(辛棄疾), 강기(1155?~1221?), 오문영(吳文英, 1200~1260) 등이 전개해 나갔다.
| 연대          | 선진       | 한                 | 육조 시대    | 수당         | 송   | 원 | 명청         | 현대            |
| ------------- | ---------- | ------------------ | ------------ | ------------ | ---- | -- | ------------ | --------------- |
| 운문          | 시경, 초사 | 사부, 고체시, 악부 | 고체시, 변부 | 근체시, 유부 | 사   | 곡 | 근체시, 연극 | 신사, 현대 가사 |
| 비운문(非--)  | 산문       | 산문               | 변문         | 전기, 변문   | 고문 | -- | 장회소설     | 백화문, 소설    |
| v • d • e • h |            |                    |              |              |      |    |              |                 |